# Varèze
Pour les articles homonymes, voir Varèze (homonymie).
La Varèze est  une rivière française dans le département de l'Isère, dans la région Auvergne-Rhône-Alpes, et un affluent gauche du Rhône.

## Géographie
D'une longueur de 40 kilomètres, la Varèze prend sa source à l'étang du Grand Albert, dans la forêt des Bonnevaux, à 517 mètres d'altitude  sur la commune d'Arzay. 
Elle coule globalement d'est en ouest. 
Elle conflue avec le Rhône, sur sa rive gauche à Saint-Alban-du-Rhône, à 147 mètres d'altitude, et au nord de la centrale électrique de Saint-Alban-Saint-Maurice. Elle est encadrée au nord par le Saluant (11,5 km) et au sud par le Dolon (33,5 km).

### Communes et cantons traversés

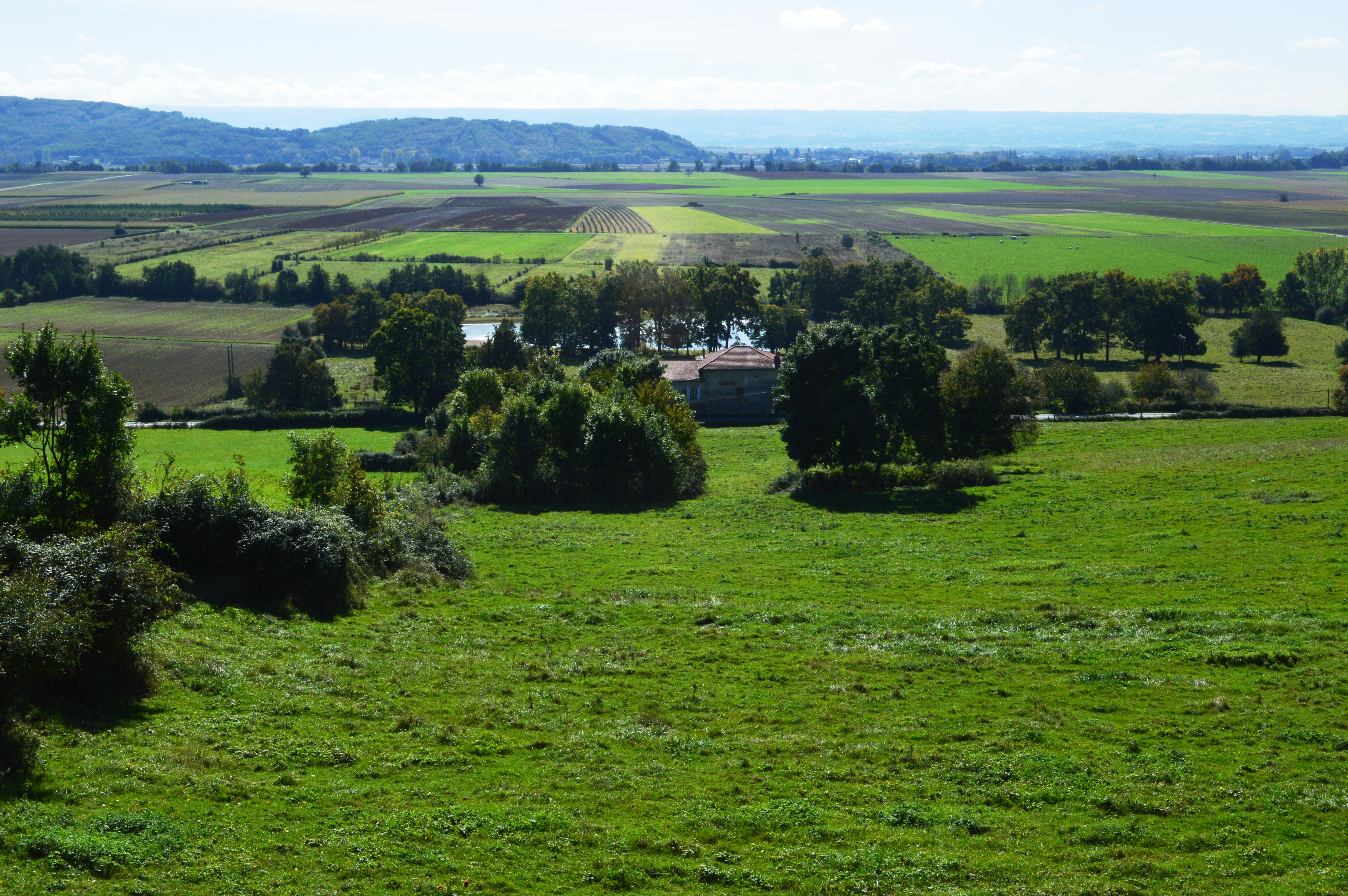
Etang à Arzay désormais Porte-des-Bonnevaux

Dans le seul département de l'Isère, la Varèze traverse les seize communessuivantes, dans le sens amont vers aval, d'Arzay (source), Bossieu, Villeneuve-de-Marc, Saint-Julien-de-l'Herms, Meyssiès, Cour-et-Buis, Montseveroux, Monsteroux-Milieu, Vernioz, Assieu, Cheyssieu, Auberives-sur-Varèze, Saint-Prim, Clonas-sur-Varèze, Saint-Clair-du-Rhône, Saint-Alban-du-Rhône.
Soit en termes de cantons la Varèze prend source dans le canton de La Côte-Saint-André, traverse les canton de Saint-Jean-de-Bournay et canton de Beaurepaire, conflue dans le canton de Roussillon, le tout dans l'arrondissement de Vienne.

### Toponymes
La Varèze a donné son hydronyme aux deux communes suivantes d'Auberives-sur-Varèze et Clonas-sur-Varèze.

### Bassin versant
La Varèze traverse une seule zone hydrographique « la Varèze » (V330) de 139 km2 de superficie. Ce bassin versant est constitué à 58,82 % de « territoires agricoles », à 36,63 % de « forêts et milieux semi-naturels », à 3,88 % de « territoires artificialisés », à 0,43 % de « surfaces en eau ». Pour le SIABHV, le bassin versant de la Varèze fait 145 km2.

### Organisme gestionnaire
L'organisme gestionnaire est le SIABHV ou « Syndicat Intercommunal d’Aménagement du Bassin Hydraulique de la Varèze » sis à Saint-Alban-du-Rhône.

## Affluents
La Varèze a onze affluents référencés :
- le ruisseau petit Varèze (rg[note 2]), 3,6 km sur les trois communes de Bossieu, Saint-Julien-de-l'Herms, et Villeneuve-de-Marc.
- le ruisseau le Bordenon (rg), 4,5 km sur les quatre communes de Bossieu, Pommier-de-Beaurepaire, Saint-Julien-de-l'Herms, et Villeneuve-de-Marc.
- le ruisseau la Varzay (rg), 3,6 km sur les quatre communes de Cour-et-Buis, Pisieu, Primarette et Saint-Julien-de-l'Herms.
- le ruisseau de chez Mignot (rg), 3 km sur les deux communes de Cour-et-Buis, Primarette.
- le ruisseau de Barbarin (rg), 3 km sur les deux communes de Cour-et-Buis, Montseveroux.
- le ruisseau du Plesset (rg), 2 km sur les deux communes de Monsteroux-Milieu et Montseveroux.
- le ruisseau la Feya (rd), 5,8 km sur les trois communes de Chalon, Monsteroux-Milieu et Montseveroux.
- le ruisseau de Chalancey (rd), 5,1 km sur les deux communes de Chalon et Vernioz.
- le ruisseau de Bouzançon (rd), 5,1 km sur les trois communes de Chalon, Les Côtes-d'Arey et Vernioz.
- le ruisseau le Beson (rg), 4 km sur les quatre communes d'Assieu, Auberives-sur-Varèze, Cheyssieu et Ville-sous-Anjou.
- le ruisseau le Suzon (rd), 11,6 km avec deux affluents, de rang de Strahler deux, et sur cinq communes.

### Rang de Strahler
Donc son rang de Strahler est de trois par le Suzon.

## Hydrologie

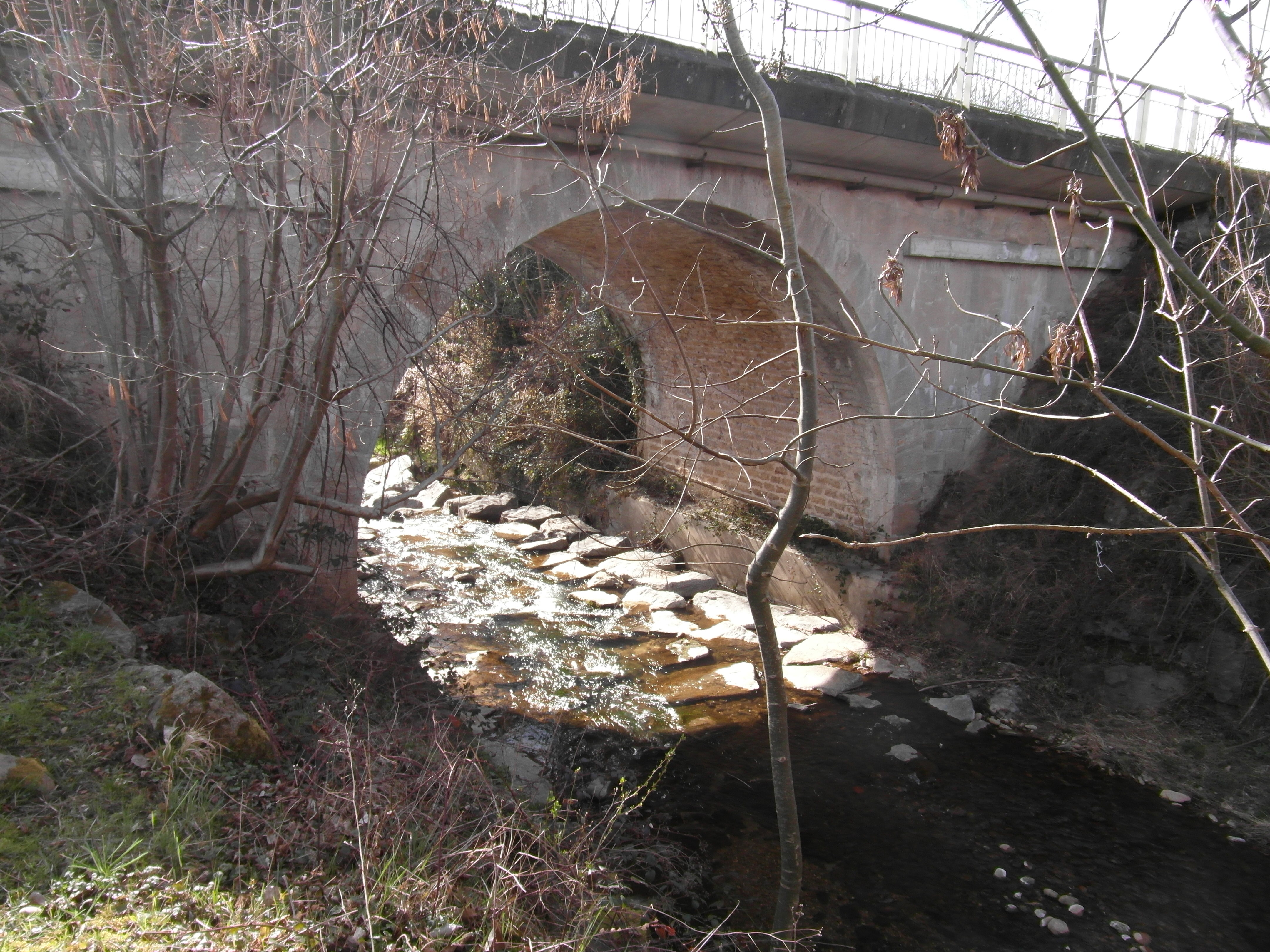
La Varèze à Cour-et-Buis

### Crues
Des inondations importantes de plaine, avec débordements et modifications du tracé de la rivière avec  des disparitions et/ou des créations de méandres ont été observées durant les années 1937, 1946, 1954 et 1956 sur le territoire de Clonas-sur-Varèze.
Des crues importantes en novembre 2008 et en février 2009 ont créé des dégâts sur les territoires des communes d’Assieu et de Clonas-sur-Varèze .

## Divers
Le football club de Vareze emprunte aussi l'hydronyme pour son nom.
L'autoroute A7, également dénommée autoroute du Soleil, franchit la Varèze sur le territoire d'Auberives-sur-Varèze. L'aire de repos et de service autoroutière dite aire d'Auberives, installée dans la direction Lyon-Valence, est bordée par la rivière dans sa partie méridionale.

## Aménagements et écologie
Selon le SIABHV, la vallée de la Varèze est une des réserves naturelles des plus importantes de la région.